# ریبنیتس-دامگارتن
شهر ریبنیتز-دام‌گارتن (به آلمانی: Ribnitz-Damgarten) در ایالت مکلنبورگ-فورپومن در کشور آلمان واقع شده‌است.

## نگارخانه

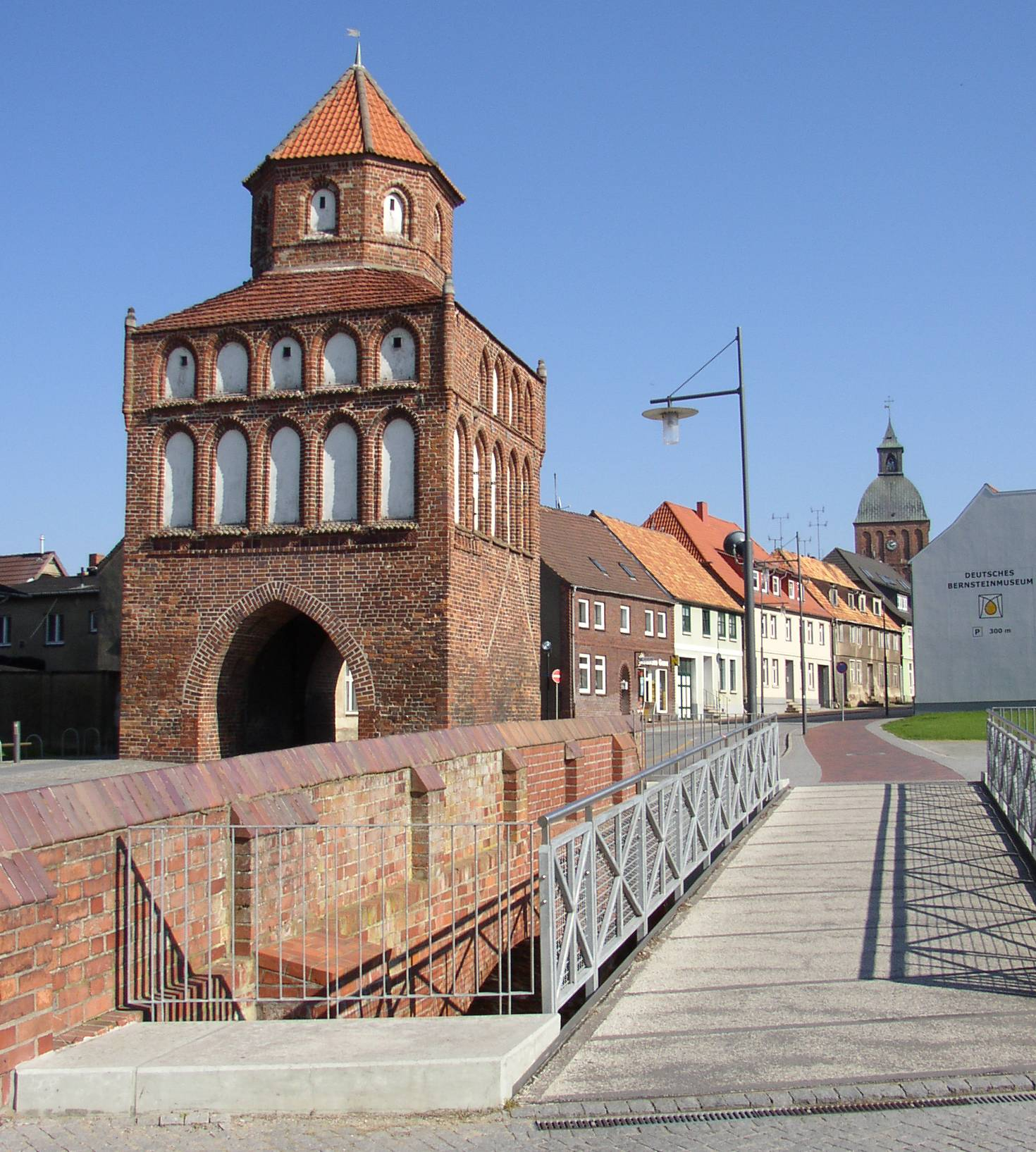
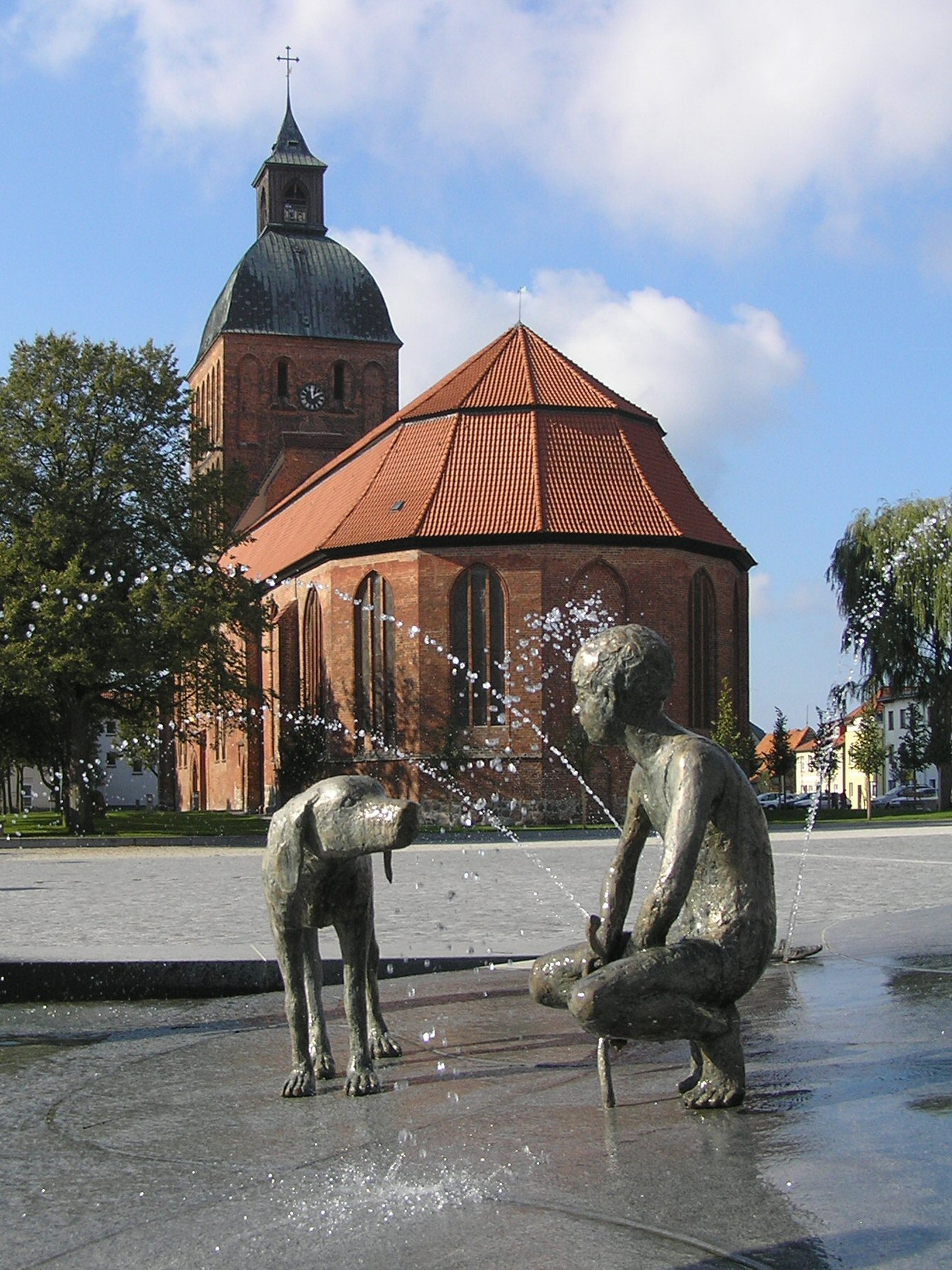
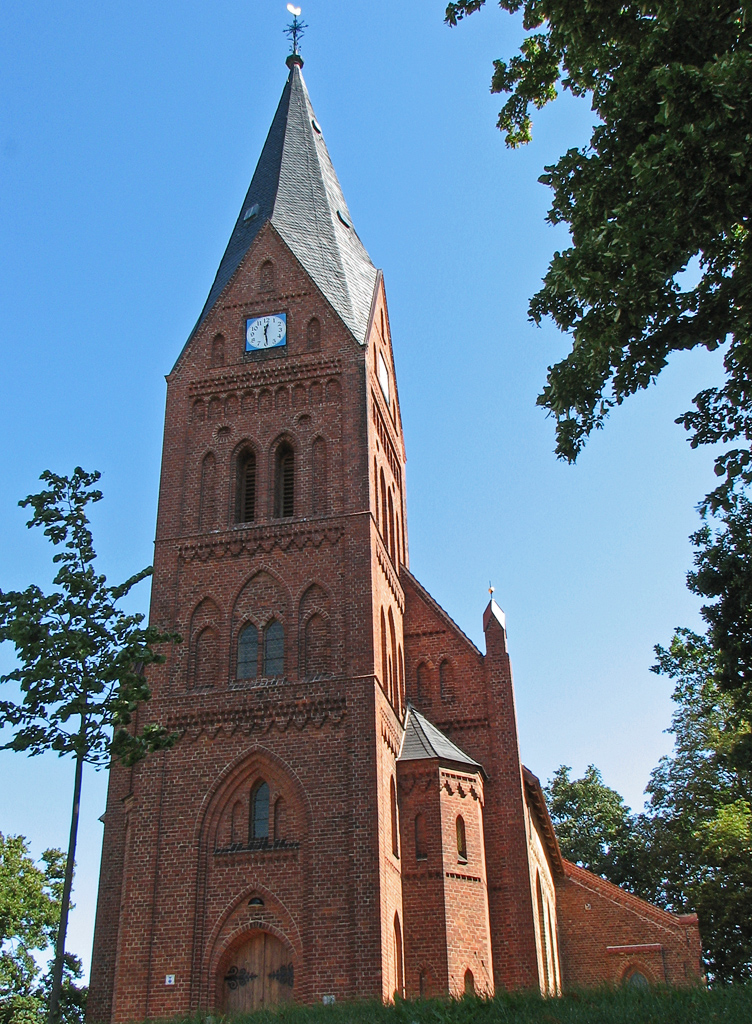